# Crenicichla cametana
Crenicichla cametana är en fiskart som beskrevs av Steindachner, 1911. Crenicichla cametana ingår i släktet Crenicichla och familjen Cichlidae. Inga underarter finns listade i Catalogue of Life.